# Wentylacja płuc
Wentylacja płuc – proces fizjologiczny polegający na odnawianiu zawartości tlenu w płucach. Składa się z wdechu i wydechu.
Częstotliwość wentylacji jest specyficzna gatunkowo i ma związek z masą ciała. Częstotliwość wentylacji wynosi:
- u koni, bydła, świń, owiec: około 10-20 razy na minutę[3]
- u psów: około 20 razy na minutę[3]
- u królików: około 30 razy na minutę[3]
- u myszy, szczurów: około 100 - 200 razy na minutę[3]
- u ludzi w spoczynku: około 16 razy na minutę[3]

Wentylacja płuc u ludzi jest proporcjonalna do wysiłku fizycznego wg wzoru  Datta-Ramanathana  W = 0,21 * V, gdzie W - wysiłek kcal/min,  V - wentylacja płuc  litr/min 
. Wyniki magą się różnic o ±10% w zależności od rodzaju pracy.